# 챕터 27
챕터 27(Chapter 27)은 캐나다, 미국에서 제작된 J.P. 쉐퍼 감독의 2007년 범죄, 드라마 영화이다. 자레드 레토 등이 주연으로 출연하였고 나오미 데스프레스 등이 제작에 참여하였다.

## 줄거리
1980년 12월 8일, 마크 채프먼은 뉴욕 아파트 건물인 더 다코타 밖에서 40세 음악가이자 비틀즈의 전 멤버이자 활동가인 존 레논을 살해하여 세상을 충격에 빠뜨렸다. 채프먼의 동기는 순수한 망상에서 비롯되었으며, 홀든 콜필드라는 가상의 인물과 제롬 데이비드 샐린저의 소설 호밀밭의 파수꾼에 나오는 그의 유사한 불행한 모험에 대한 집착으로 인해 증폭되었다. 한 순간에 레논을 이상화하는 것과 그를 죽이고 싶은 욕망에 사로잡히는 것 사이를 오가던 익명의 사회적으로 어색하고 정신적으로 불안정한 25세의 비틀즈 팬은 음악 역사의 흐름을 바꾸어 놓았다.
편집증, 사회병질적인 거짓말, 망상 사이에서 통제할 수 없이 격렬하게 요동치는 고통스러울 정도로 불안한 마음을 가진 한 남자는 "나는 고통과 거짓으로 가득 찬 세상에는 너무 취약하다"와 "모든 사람은 금이 가고 부서졌다. 당신을 고칠 무언가를 찾아야 한다. 당신에게 필요한 것을 주기 위해. 당신을 다시 온전하게 만들기 위해."와 같은 성격을 드러내는 말들로 요약된다. 택시 운전사들에게 거짓말을 하는 것(자신을 비틀즈의 사운드 엔지니어라고 밝히는 것)부터 더 다코타 밖에서 만난 어린 팬 주드 주변에서 사회적으로 용납되지 않는 행동을 하는 것, 파파라치 사진작가 폴과의 말다툼에 이르기까지, 채프먼은 현실에 대한 그의 통제력이 완전히 잘못된 분노로 악화되면서 표면 아래에서 정신병을 계속 끓어오르게 한다.

## 출연

### 주연
- 자레드 레토
- 린제이 로한
- 주다 프리드랜더

### 조연
- 척 쿠퍼
- 빅터 버해그
- 로버트 제라드 라킨
- 우슐라 애봇
- 로이 밀턴 데이비스
- 브라이언 벨
- 애덤 스카림볼로
- 몰리 그리피스
- 스피로 마라스
- 지니 포니어
- 케이트 히긴스
- 브라이언 오닐
- 매튜 험프레이스
- 르 클랜체 드 랭드
- 제이미 티렐리
- 마이클 시로우
- 마크 린제이 챔프먼
- 로라 린 베리어스
- 조지 브라이언트 2세
- 케빈 캐넌
- 멜리사 드미언
- 데니스 퍼니
- 데이빗 니어림
- 리사 마리 팰미에리
- 빈센트 제임스 루소
- 니키 식스틴
- 제프 스코론

## 제작진
- 공동제작: 브라이언 벨
- 조감독: 토머스 파톤
- 조감독: 패트릭 기븐스
- 조감독: 대런 메이나드
- 조감독: 킴 톰슨
- 미술: 칼리나 이바노브
- 세트: 아만다 캐롤
- 의상: 앤 크랩트리
- 분장부문: 콜린 캘러헌
- 분장부문: 마야 하딩
- 분장부문: 에블린 노라즈
- 분장부문: 린다 윌리엄스
- 배역: 시그 드 미구엘
- 배역: 아만다 맥키 존슨
- 배역: 캐시 샌드리치
- 프로덕션매니저: 팀 페데가나
- 프로덕션매니저: 버겐 스완슨